# Монастиракі

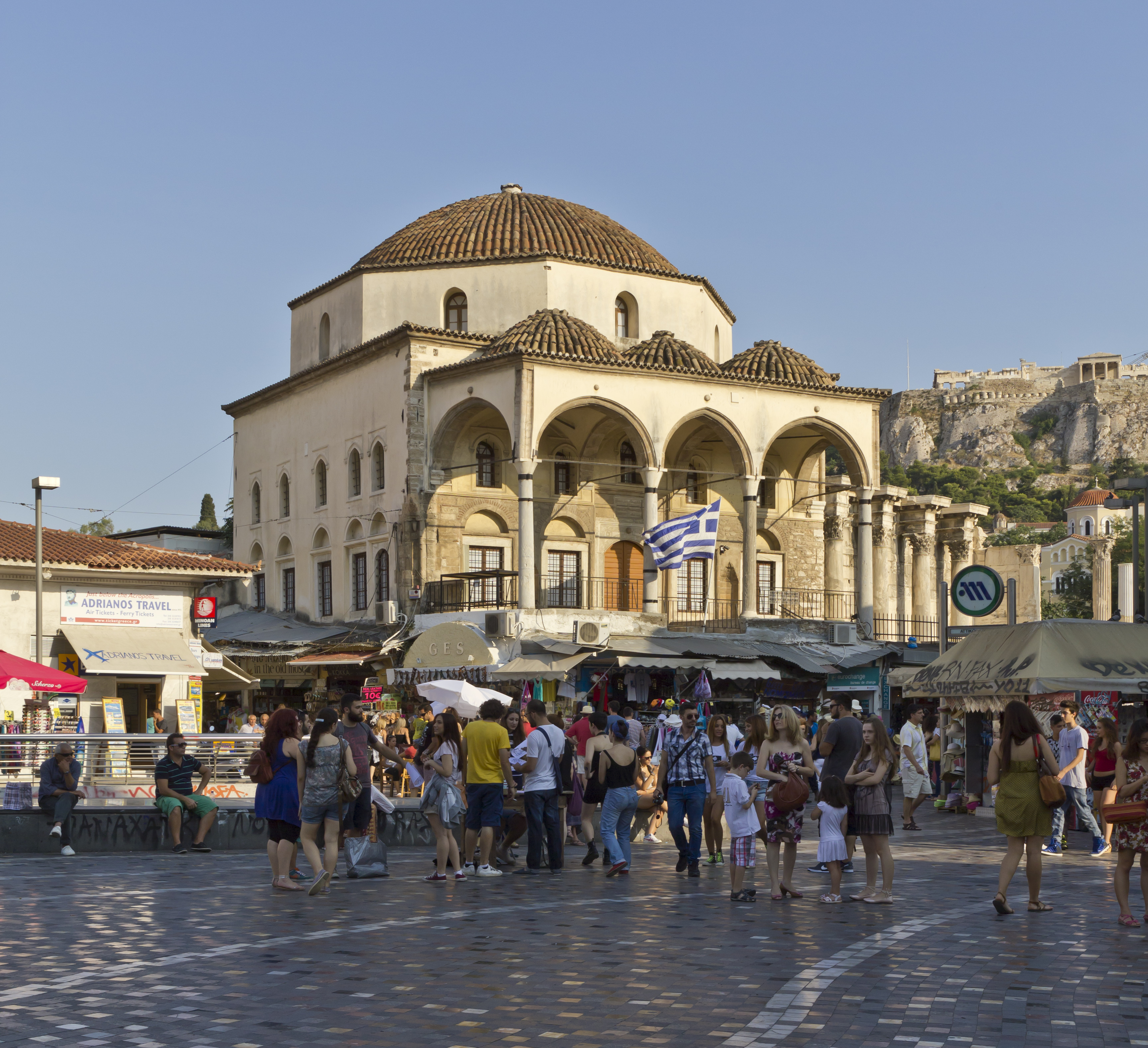
Мечеть — нині Музей народної кераміки

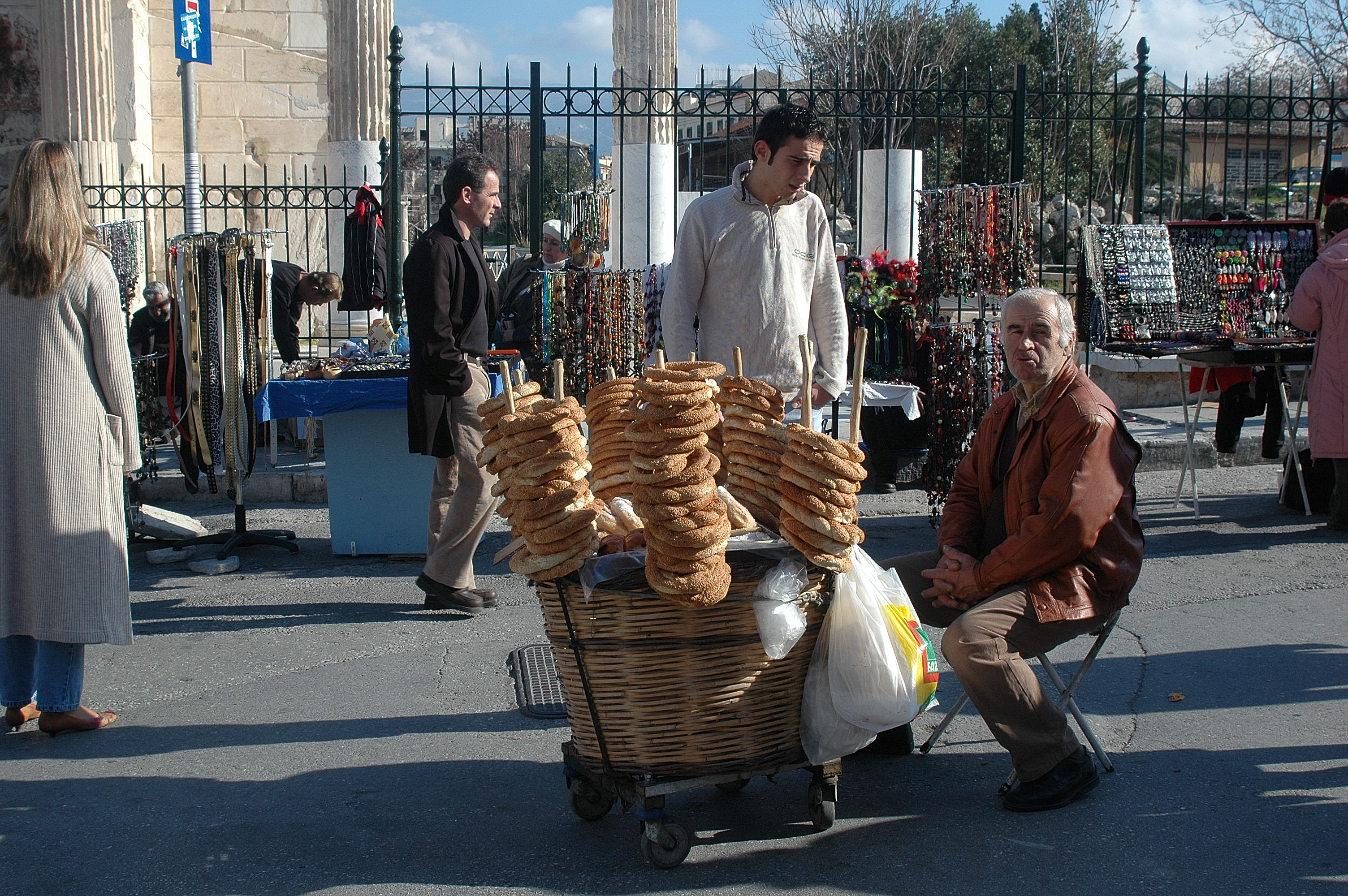
Ринок Монастиракі

37°58′35″ пн. ш. 23°43′25″ сх. д. / 37.97639° пн. ш. 23.72361° сх. д.
Монастиракі (грец. Μοναστηράκι) — один з центральних районів Афін, поблизу Плаки та Афінської агори, нині майже повністю поглинув давній район Абадзидіку. Монастиракі найбільш відомий своїм блошиним ринком. Назва району походить від слова «монастир».
Насправді тут і донині збереглася церква, яка стоїть на перехресті Ерму. У 19 столітті вона навіть була католицькою та була власністю француза Ніколаоса Бонефаціса. У 20 столітті вона знову була повернена в лоно Грецької православної церкви і зараз носить ім'я храму Пресвятої Богородиці.

## Мечеть
Просто біля виходу зі станції метро Монастиракі стоїть давня мечеть, побудована 1759 року турецьким воєводою Цистаракі. Афіняни винуватили цю мечеть у спалаху голоду в міста. Вони вважали її проклятим місцем, оскільки для побудови мечеті османи підірвали Храм Зевса Олімпійського та використали його мармур навіть не як будівельний матеріал, а переробили на вапно для штукатурки.
Після Грецької революції тут проводились різноманітні наради міської влади. 1924 р. споруда була передана Народному музею кераміки.

## Ринок
Сьогодні ринок Монастиракі на вулиці Іфесту притягує тисячі туристів, тут можна придбати сувеніри з Греції за найнижчими цінами в Афінах. Також тут торгують антикварними меблями, монетами та іншими предметами старовини. Відкритий ринок з 7 ранку до 7 години вечора, що є абсолютно нетиповим для грецьких ринків та крамниць.

## Район Абадзидіка
У межах сучасного району Афін Монастиракі існував район Абадзидіка (англ. Αμπατζήδικα).